# Đồng Huy Thái
Đồng Huy Thái (provincia de Thanh Hóa, Vietnam, 7 de enero de 1985) es un exfutbolista de Vietnam que jugaba en la posición de centrocampista.

## Carrera

### Club
| Periodo   | Club          | Apariciones | Goles |
| --------- | ------------- | ----------- | ----- |
| 2004-2006 | Thanh Hóa FC  | 98          | 27    |
| 2007-2008 | Thể Công FC   | 23          | 7     |
| 2009–2014 | Hà Nội T&T FC | 139         | 19    |

### Selección nacional
Jugó para Vietnam en 24 ocasiones de 2007 a 2009 y anotó cuatro goles; participó en la Copa Asiática 2007.

## Logros
- V.League 1 (2): 2010, 2013
- Supercopa de Vietnam (1): 2010
- V.League 2 (1): 2007